# Delta Center
Das Delta Center ist eine Mehrzweckhalle in der US-amerikanischen Stadt Salt Lake City im Bundesstaat Utah. Die 1991 eröffnete Halle ist nach dem Sponsor Delta Air Lines, einer Fluggesellschaft, benannt. Der Milliardär Ryan Smith ist Besitzer und Betreiber – durch die Smith Entertainment Group (SEG) – des Delta Center. Als Hauptnutzer trägt dort das Team der Utah Jazz aus der National Basketball Association (NBA) seit der Eröffnung seine Heimspiele aus. Bei Basketballspielen stehen 18.206 Sitzplätze zur Verfügung. Seit der Saison 2024/25 ist das neugegründete Eishockeyfranchise Utah Mammoth aus der National Hockey League (NHL) ebenfalls Nutzer der Halle.

## Geschichte
In den 1990er Jahren diente die Arena als Austragungsort für die Heimspiele der Salt Lake Golden Eagles und Utah Grizzlies aus der International Hockey League. Während der Olympischen Winterspiele 2002 trug die Halle die werbefreie Bezeichnung Salt Lake Ice Center. Es fanden während der Spiele dort die Eiskunstlaufwettbewerbe sowie die Shorttrackwettbewerbe statt. Von 2006 bis 2013 fanden hier auch die Heimspiele der in der Arena Football League spielenden Mannschaft der Utah Blaze statt.
Des Weiteren wird die Halle beispielsweise für Konzerte, Eis-Shows (Disney on Ice, Ice Age Live!), Monstertruck-Rennen, Partien der Harlem Globetrotters, Tagungen oder Ausstellungen genutzt.
Zur Saison 2013/14 wurde die Arena erneut modernisiert. Dabei wurden die Kabinen der Heim- und Gästemannschaften renoviert. Ebenso erhielt die Halle einen neuen modernen LED-Videowürfel. Das Unternehmen Vivint, ein Smart-Home-Anbieter, wurde am 26. Oktober 2015 Namenssponsor an der Heimat der Utah Jazz. Der Kontrakt hat eine Laufzeit von zehn Jahren und die Halle trägt damit die Bezeichnung Vivint Smart Home Arena. Im August 2020 wurde der Name Vivint Smart Home Arena in Vivint Arena gekürzt.
Neben den Liga- und Playoff-Spielen der Utah Jazz – darunter die NBA Finals 1997 und 1998 – wurden auch die NBA All-Star Games 1993 und 2023 in der Halle ausgetragen.
Jährlich finden rund 320 größere und kleinere Veranstaltungen in der Arena statt, die rund 1,8 Mio. Besucher anlocken. 2017 wurde sie für 125 Mio. US-Dollar umfangreich, mit neuer Eingangshalle und Solarmodulen auf dem Dach, renoviert. Im Oktober 2022 wurden die Videowerbebanner mit LED-Technik ausgestattet. Es wurde der erste Premium-Sitzbereich im Oberrang eingerichtet. Am 14. Januar 2023 gaben die Utah Jazz in einer Pressemitteilung bekannt, dass die Halle ab dem 1. Juli 2023, beginnend mit den Feierlichkeiten zum 50. Jubiläum der Utah Jazz 2024, wieder Delta Center (zuvor von 1991 bis 2006) heißen wird. Die Jazz und die Delta Air Lines haben sich auf einen neuen, mehrjährigen Sponsoringvertrag geeinigt.
Im April 2024 wurde bekanntgegeben, dass die Betreibergesellschaft Smith Entertainment Group bereits zur Saison 2024/25 ein neues NHL-Franchise vor Ort etablieren wird, das die Spieler- und Draftrechte der Arizona Coyotes übernimmt.

## Galerie

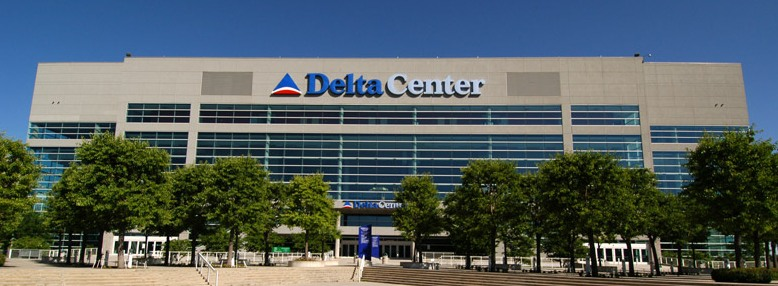
Außenansicht (2005)
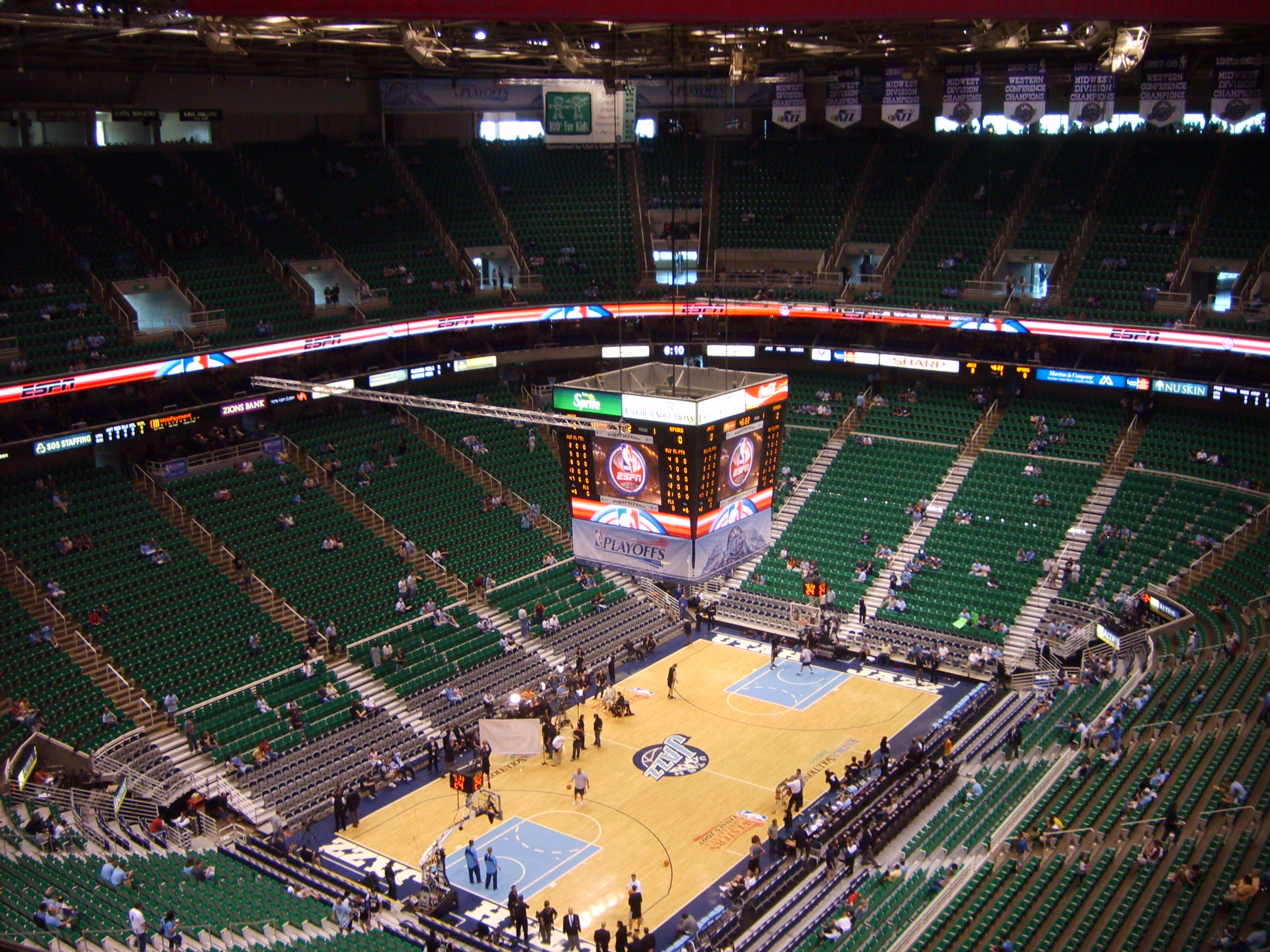
Innenraum (2006)
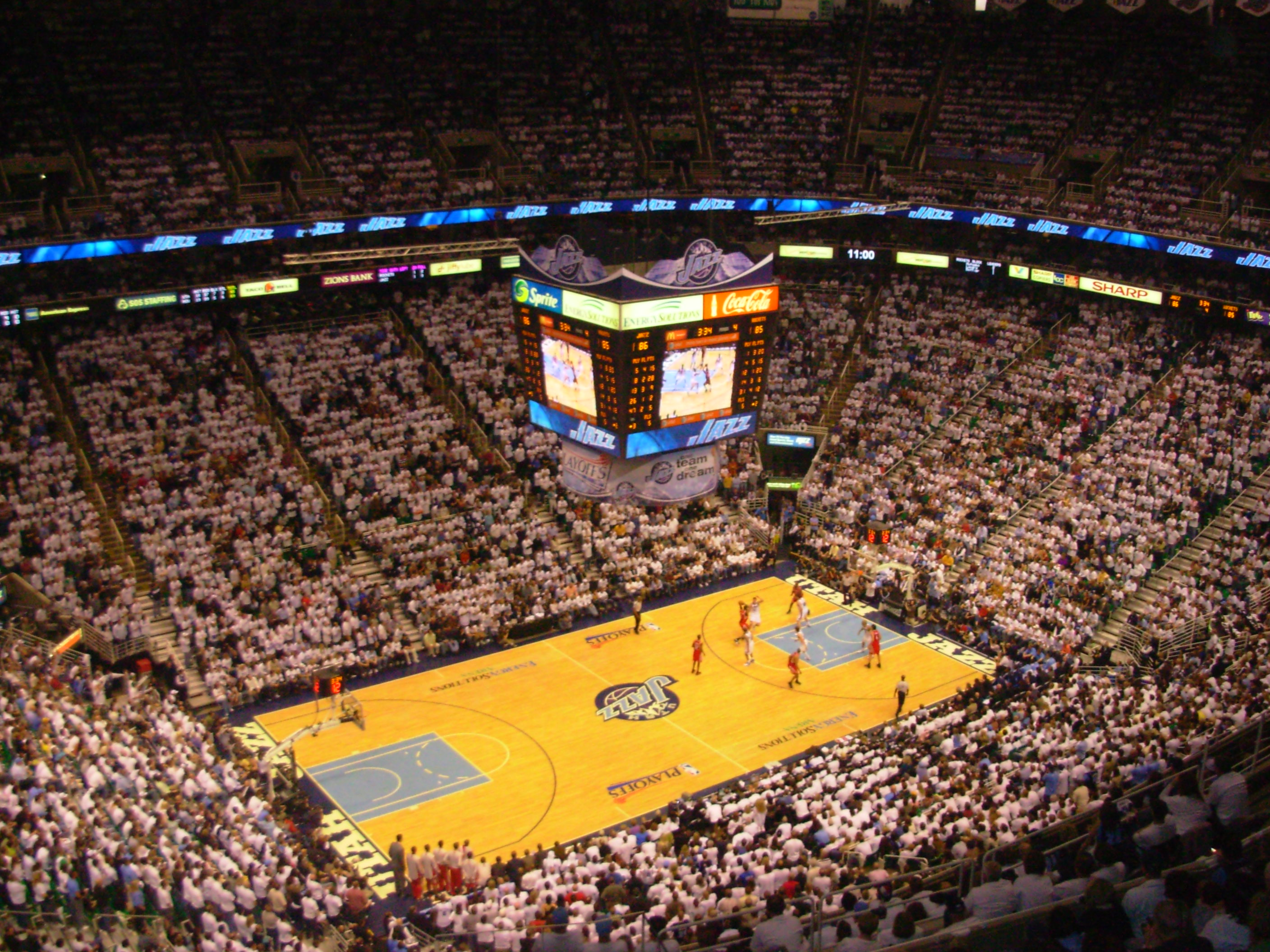
Innenraum (2008)
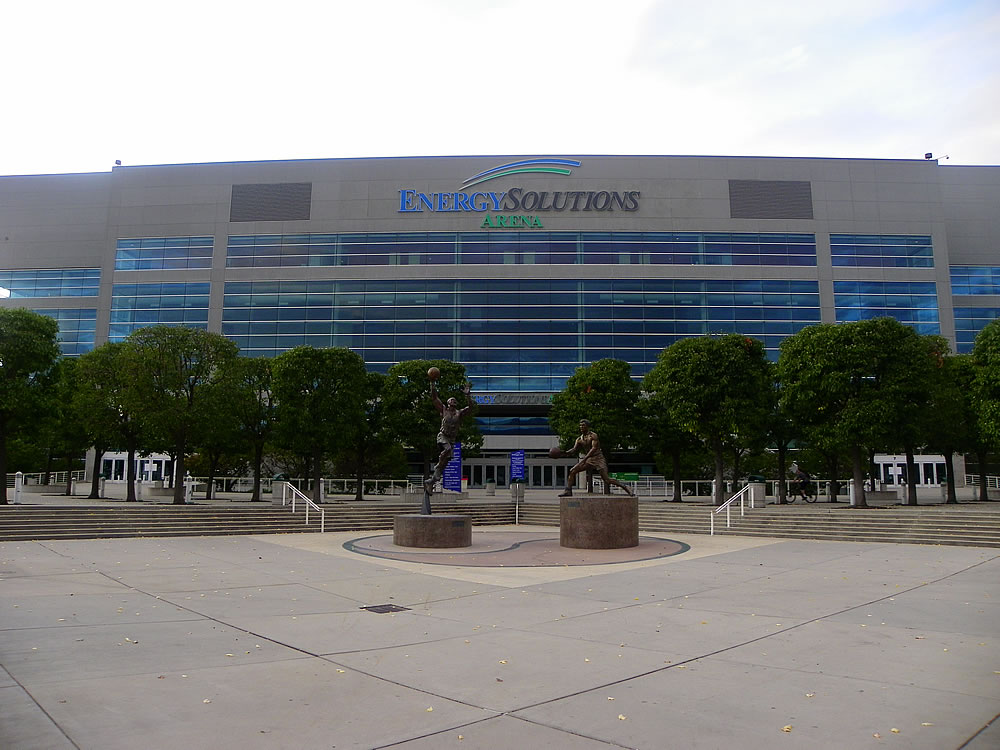
Außenansicht (2009)
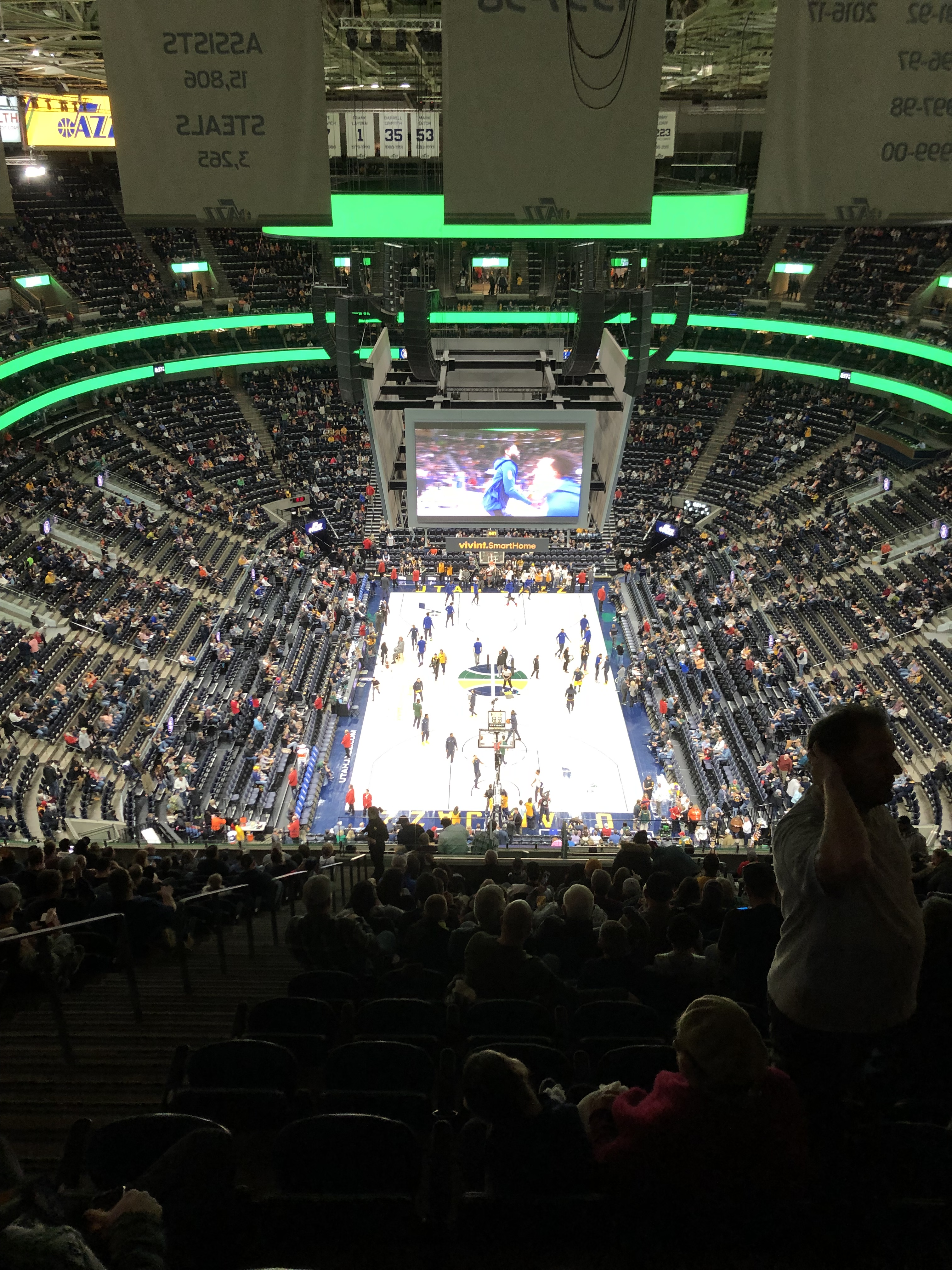
Innenraum (2018)
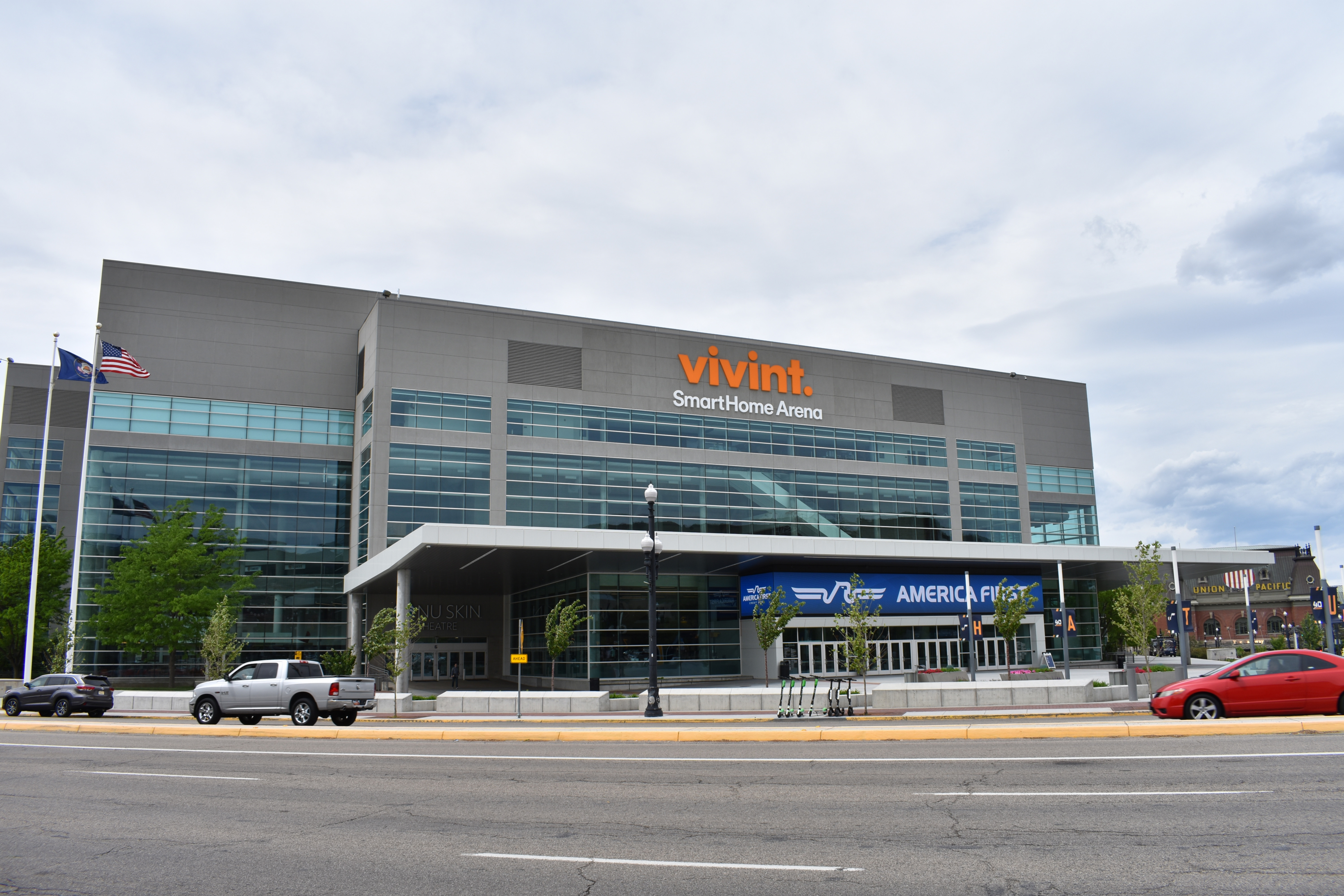
Außenansicht (2019)